# Comercio entre Nueva España y Filipinas, siglo XVIII

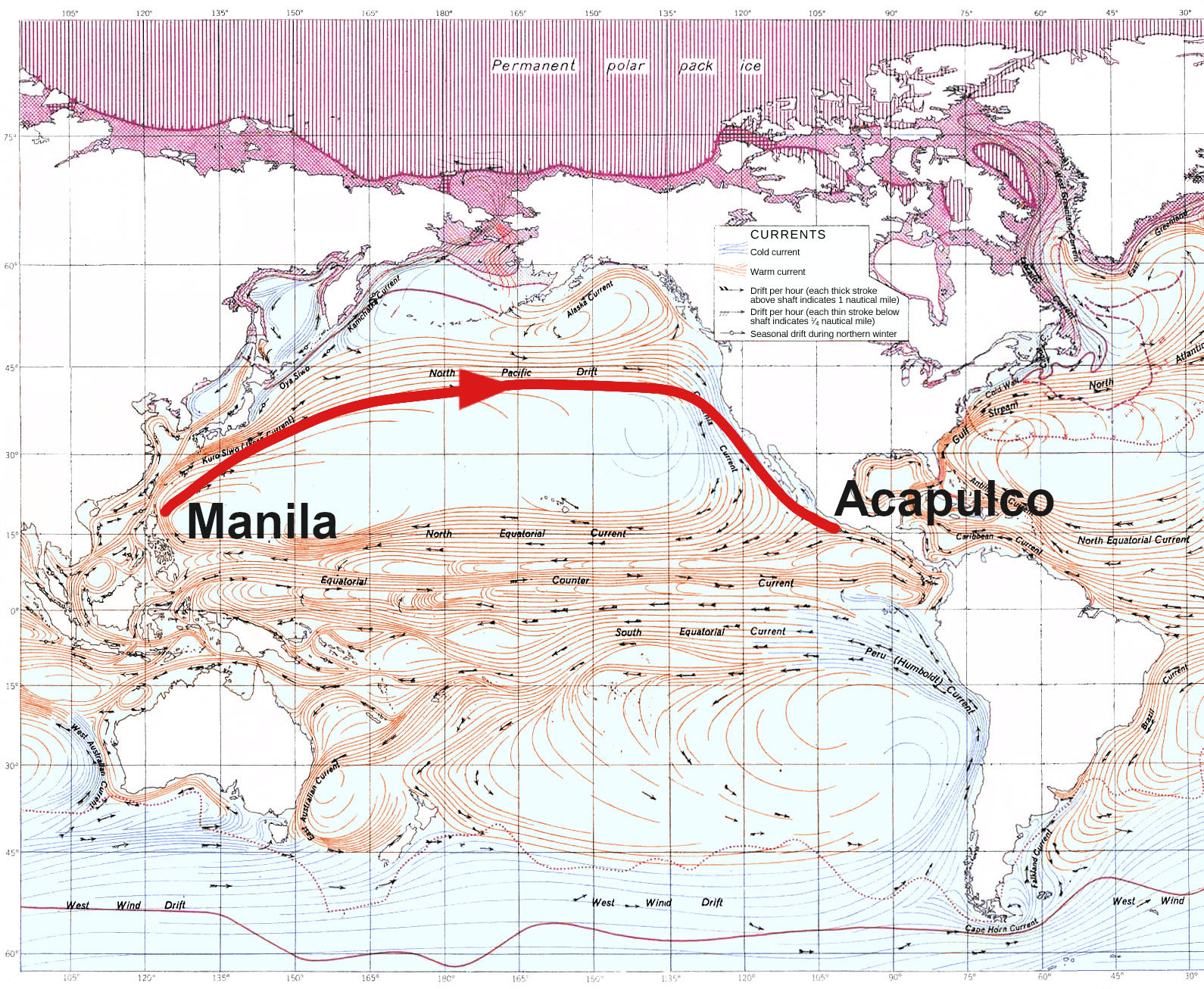
Recorrido de los comerciantes entre Nueva España y Filipinas

Después de las Reformas Borbónicas del siglo XVIII, los productos de la Nueva España fueron introducidos al comercio internacional ya que por medio de la Real Pragmática publicada por el rey Carlos III, el comercio se declaró libre. De esta forma las colonias pudieron abrir sus puertos de navegación y permitir la entrada de productos extranjeros provenientes de las colonias españolas. La antes ciudad estacional de Veracruz formó parte esencial de este cambio en el comercio ya que se convirtió en el principal puerto de la Nueva España.
Así, el comercio fue evolucionando de modo que durante toda la segunda mitad del siglo XVIII la Nueva España ya era considerada como la principal productora de plata del mundo. Por esta razón, sus vías de producción y mecanismos de distribución comenzaron a diversificarse dando origen a los almaceneros cuya principal función consistía en el traslado de plata desde las minas hasta las casas de moneda coloniales para después exportarla a España . Aunque ésta era su principal función, había muchas otras actividades que los almaceneros desarrollaban para mediar el comercio y el financiamiento colonial como la importación de mercancía europea, la distribución de manufacturas y productos básicos de la Nueva España, el financiamiento a dueños de minas de plata y la transferencia de fondos para clérigos y corporaciones eclesiásticas. Sabiendo que su fortuna e ingresos dependían totalmente del éxito o fracaso de las políticas comerciales españolas, los almaceneros eran funcionarios leales a la corona y fervientes defensores de la estabilidad del sistema comercial de la época.

## Francisco Ignacio de Yraeta
Francisco Ignacio de Yraeta nació en una familia de campesinos en el Norte de España. Sus padres Pedro Ignacio de Yraeta y María Ana de Azcárate y Eguiara nacieron y se criaron en una precaria comunidad agrícola llamada Guipúzcoa. Por la situación austera en la que Yraeta vivió su niñez, desarrolló el deseo de mejorar la situación de las colonias de la Nueva España y Filipinas lo que lo llevó a irse de España en el año 1744 con tan solo doce años de edad. Al llegar a la Nueva España, comenzó trabajando como aprendiz de contador en varios despachos y posteriormente residió 25 años en Filipinas (aproximadamente 1734-1758) colaborando en tareas militares y comerciales, lo que le permitió viajar repetidas veces de Acapulco a Manila presenciando los procesos de contrabando en la ruta transpacífica y familiarizándose con las estrategias comerciales de Filipinas con Virreinato de Nueva España y de Filipinas con el resto de Asia.
Dado todo el conocimiento y contactos que pudo adquirir viviendo en Filipinas, cuando regresó a vivir a México sus intereses como almacenero estaban completamente centrados en el comercio transpacífico, en la negociación de mercaderías asiáticas en Nueva España y en la introducción de productos asiáticos al mercado novohispano.
Aunque no se conoce mucho de sus primeros años en el comercio, el hecho que determinó su ingreso al comercio novohispano fue su matrimonio con la hija de Pedro de Ganuza en 1763 ya que para cuando este murió, Yraeta quedó a cargo de las empresas comerciales de la Familia Ganuza constituidas en Manila y en Nueva España. Para este momento, Yraeta ya pertenecía al núcleo de almaceneros más importante de la comunidad comercial de la Ciudad de México.
Las operaciones de los almaceneros consistían primero en surtir la Feria de Acapulco de productos asiáticos de varias formas entre las cuales se encontraban los pagos adelantados. Una vez que llegaba el galeón con la mercancía, se enviaban los pedidos a un agente mayorista quien distribuía grandes volúmenes de importaciones asiáticas; la función del agente era básicamente mantener las relaciones con los representantes de los comerciantes de Manila por lo que tenía que ser una persona confiable, responsable y con habilidad para negociar.
Todas las operaciones y negociaciones comerciales hechas por Yraeta con Manila tenían carácter confiable y recíproco por los cimientos que años atrás había construido y por su capacidad de respuesta ante ventas desalentadoras con sus comerciantes. En 1781, dos años después de la Independencia de Estados Unidos, el éxito comercial de Yraeta tuvo su mayor alcance ya que ante el contexto histórico que amenazaba sus principales vías de comunicación, tuvo la precaución de aumentar sus representaciones comerciales en otros puntos de las colonias españolas en América expandiendo así la casa comercial más grande de la Ciudad de México.
Los almaceneros, entre muchos otros factores, lograron modernizar el comercio novohispano.